# Deus Te Consola Outra Vez
Deus Te Consola Outra Vez é uma canção da cantora Elaine Martins, escrita pela mesma. Produzida por Tadeu Chuff e lançada pela gravadora MK Music.

## Composição
“Eu compus esta canção bem recentemente… Após alguns acontecimentos, perdas que até geraram comoção em toda sociedade. Deus falou claramente ao meu coração e foi como consolo pra mim também. E que se estou aqui podendo cantar sobre isso, outras pessoas poderão. Só Deus pode enxugar nossas lágrimas e cicatrizar nossas feridas“.
A cantora também relatou que também passou e sentiu pelo luto de perder um filho; João um de seus gêmeos que morreu com poucos dias de vida. Tudo isso passou como um fleche de memórias na mente da cantora e de como o luto é um momento difícil para qualquer pessoa, sem importar: fama, sucesso, voz e espiritualidade.
A cantora relatou que essa canção foi de sua autoria e que foi composta a pouco tempo.

• «Deus Te Consola Outra Vez, confira o novo single de Elaine Martins»

## Antecedentes
O single não está planejado para fazer parte de algum álbum da artista.
O single foi precedido do single Escolhidas em que a cantora gravou com outras cantoras da gravadora.

## Lançamento
- O single foi lançado nas plataformas digitais de streaming em 3 de junho de 2022.
- O videoclipe foi lançado em 3 de junho (no mesmo dia) no YouTube, atualmente está com 644 000 visualizações em três semanas de lançamento.

O single foi lançado em meio a turbulência do acidente que aconteceu envolvendo a cantora e sua família em Orlando na Flórida.

## Gravação
A gravação da canção ocorreu no estúdio de gravação da MK Music no Rio de Janeiro, não se sabe ao certo qual foi o dia em que ocorreu a gravação.
O clipe foi gravado no espaço da Realize Felicitá, onde a cantora relatou que pediu aos donos para poder gravar o clipe de sua canção no espaço de festas.

## Videoclipe
No vídeo a cantora usa um vestido preto longo. O vídeo relata um velório em que uma família se reúne para realizar o enterro do seu ente querido. Por isso a canção se têm por esse nome, pois o vídeo relata da canção e vice-versa.
O videoclipe contou com a produção de Tadeu Chuff tanto na produção de áudio e na produção do vídeo.
A música contou com a sua banda de músicos na produção da canção.

## Créditos musicais
- Bateria: Sidão Pires[7]
- Piano e Teclado: Tadeu Chuff[8]
- Contra Baixo: Marcos Natto[9]
- Violão e Guitarra: Marcio Carvalho[10]
- Backs: Fábio Martin, Alice Avlis e Adiel Ferr[11]
- Produção e Arranjo: Tadeu Chuff[12]
- Mixagem e Master: Leandro Simões[13]